# Turje, Osoje
Turje (nemško Tauern) je naselje v Občini Osoje v Okraju Trg na Koroškem v Avstriji.